# キア・カレンス
カレンス（Carens）は、韓国の起亜自動車が1999年から生産・販売していた小型MPVである。2006年に登場した2代目より多くの市場で、キア・ロンドを名乗る。

## 歴史

### 初代（RS型、1999年-2006年）

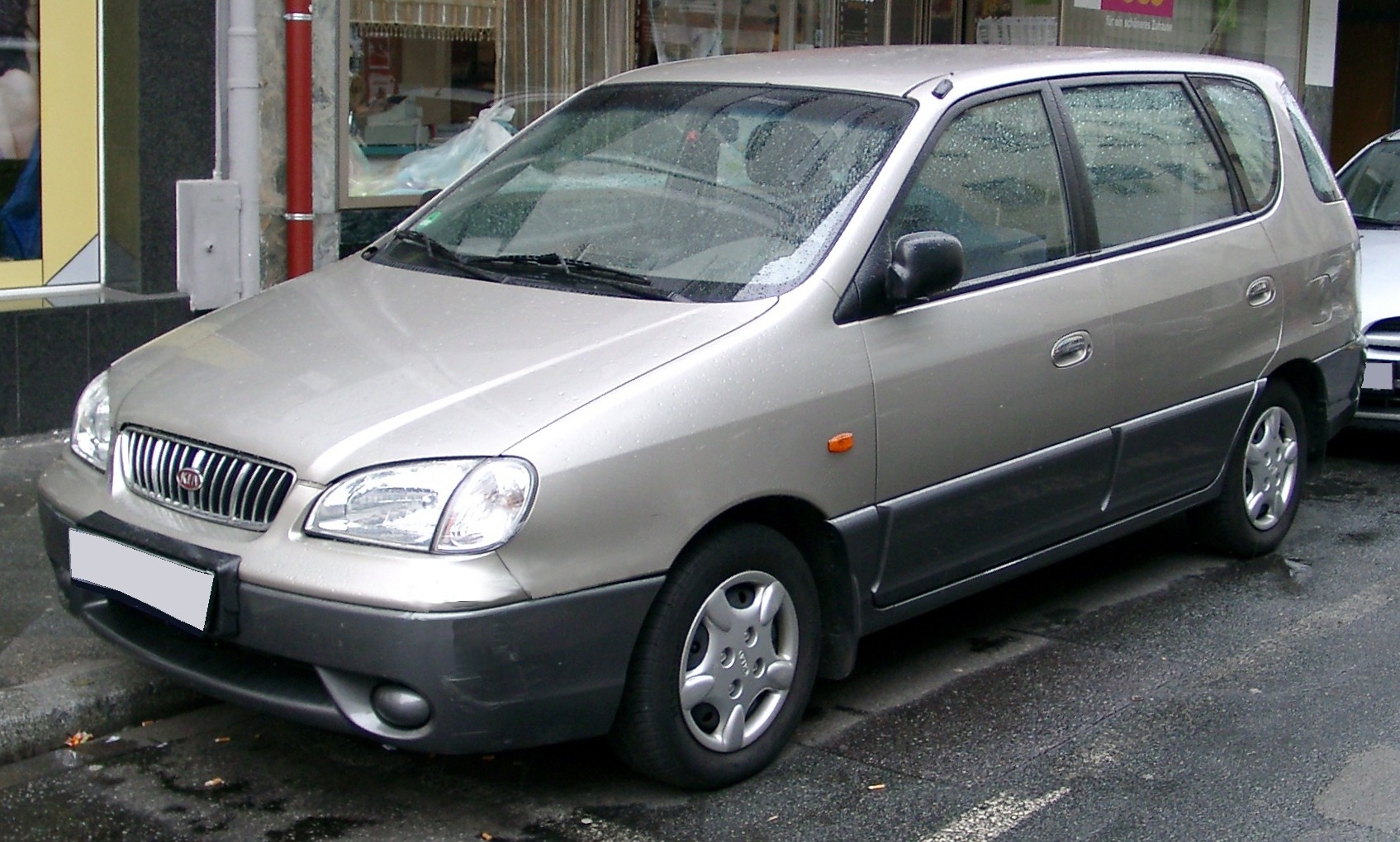
初代（前期） フロント

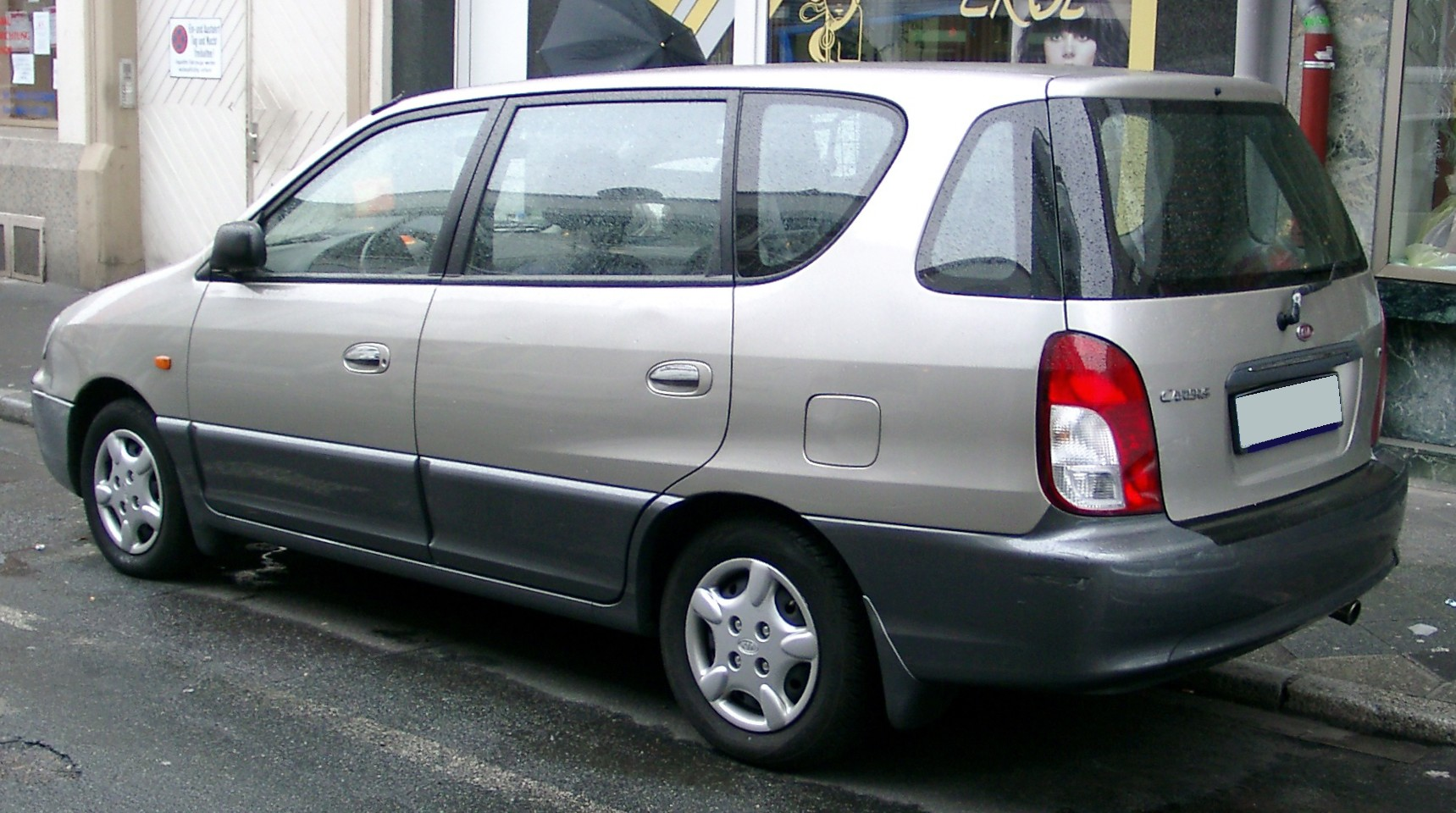
初代（前期） リア

1999年登場。発売当時のキャッチコピーは「21世紀ミレニアム」。
2代目三菱・シャリオをベースとしたカースター/ジョイス（1999年-2002年）の上級車種として登場している。
発売当時は1,800ccエンジンのみの設定だったが後に2,000ccエンジンを追加。
リア・ウインドウ回りのデザインが初代トヨタ・イプサムに酷似しているとの指摘がなされている。
日本ではカーニバルとともに「2000輸入車ガイドブック」（日刊自動車新聞社）に「輸入予定車種」として掲載されていたが、結局導入されなかった。
| 初代（後期） フロント/リア |  | 初代（後期） フロント/リア |
| 初代（後期） フロント/リア |  |                            |

2002年登場。韓国では「カレンスII」を名乗る。初代のビッグマイナーチェンジという扱いだったため、型式はRS型を踏襲している。またクロスオーバー風の派生車種「エクストレック」（X-Trek）も販売されていた。
マレーシアではナザの国産車ナザ・チトラ（Naza Citra）として現在でも製造・販売が行われている。2009年にはフェイスリフトが行われてアウディ風のワンモーショングリルが採用された。

### 2代目 （UN型、2006年-2013年）

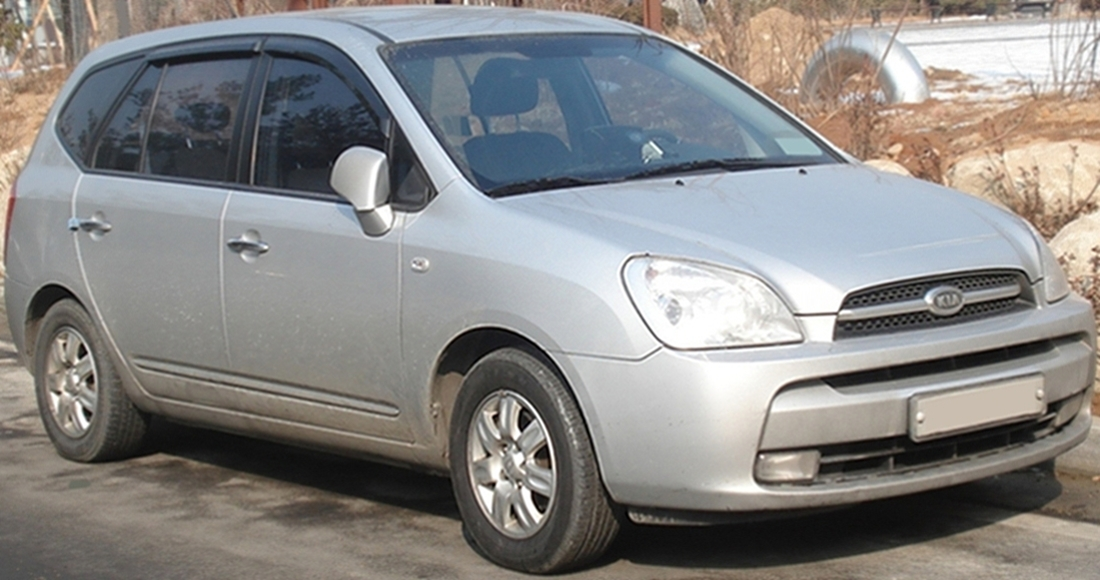
2代目（前期） フロント

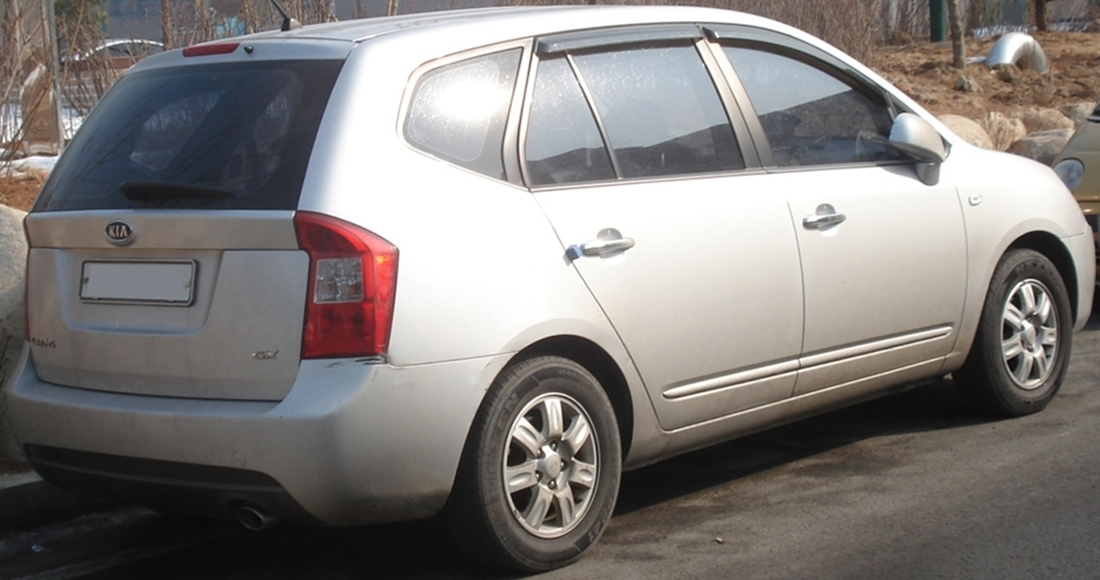
2代目（前期） リア

2006年5月のマドリード・モーターショーでデビューを果たした。全長4.54mで、欧州仕様車にも初めて3列シート（7人乗り）が採用されている。外観は2005年秋のフランクフルト・モーターショー及び2006年2月のシカゴ・モーターショーで公開されたクロスオーバーのコンセプトモデル「Multi-S」に似たものとなっている。
また、先代まで導入されていなかった北米市場にもロンド（Rondo）の名称で初めて投入された他オーストラリア市場では、カレンスからロンドへ車名を変更している。
| 2代目（後期） フロント/リア |  | 2代目（後期） フロント/リア |
| 2代目（後期） フロント/リア |  |                             |

マレーシアでは2008年からナザによる現地生産が開始され、ナザ・チトラIIロンド（Naza Citra II Rondo）として従来のチトラと併売されている。

### 3代目 （RP型、2013年-2018年）

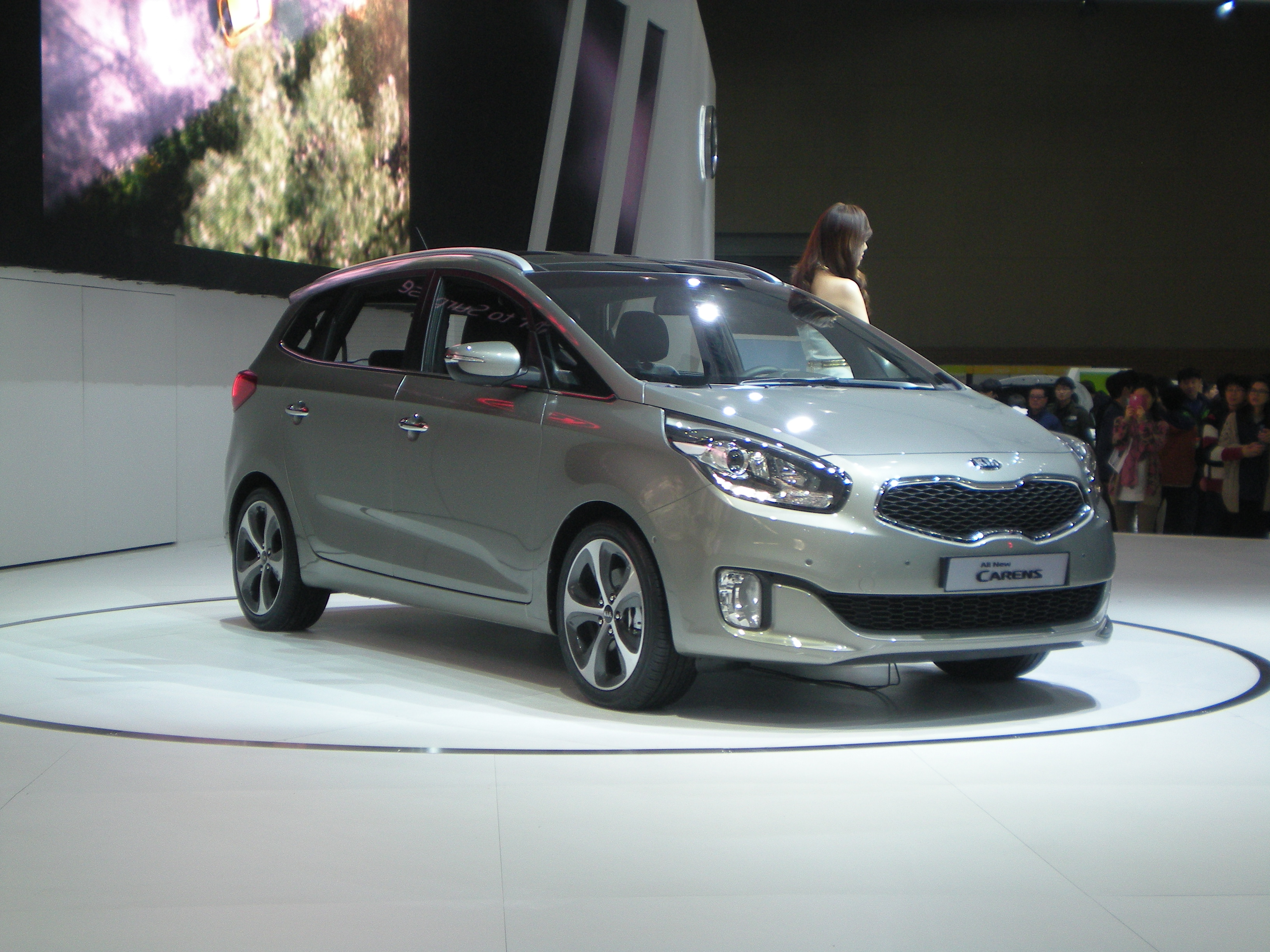
3代目 （前期） フロント

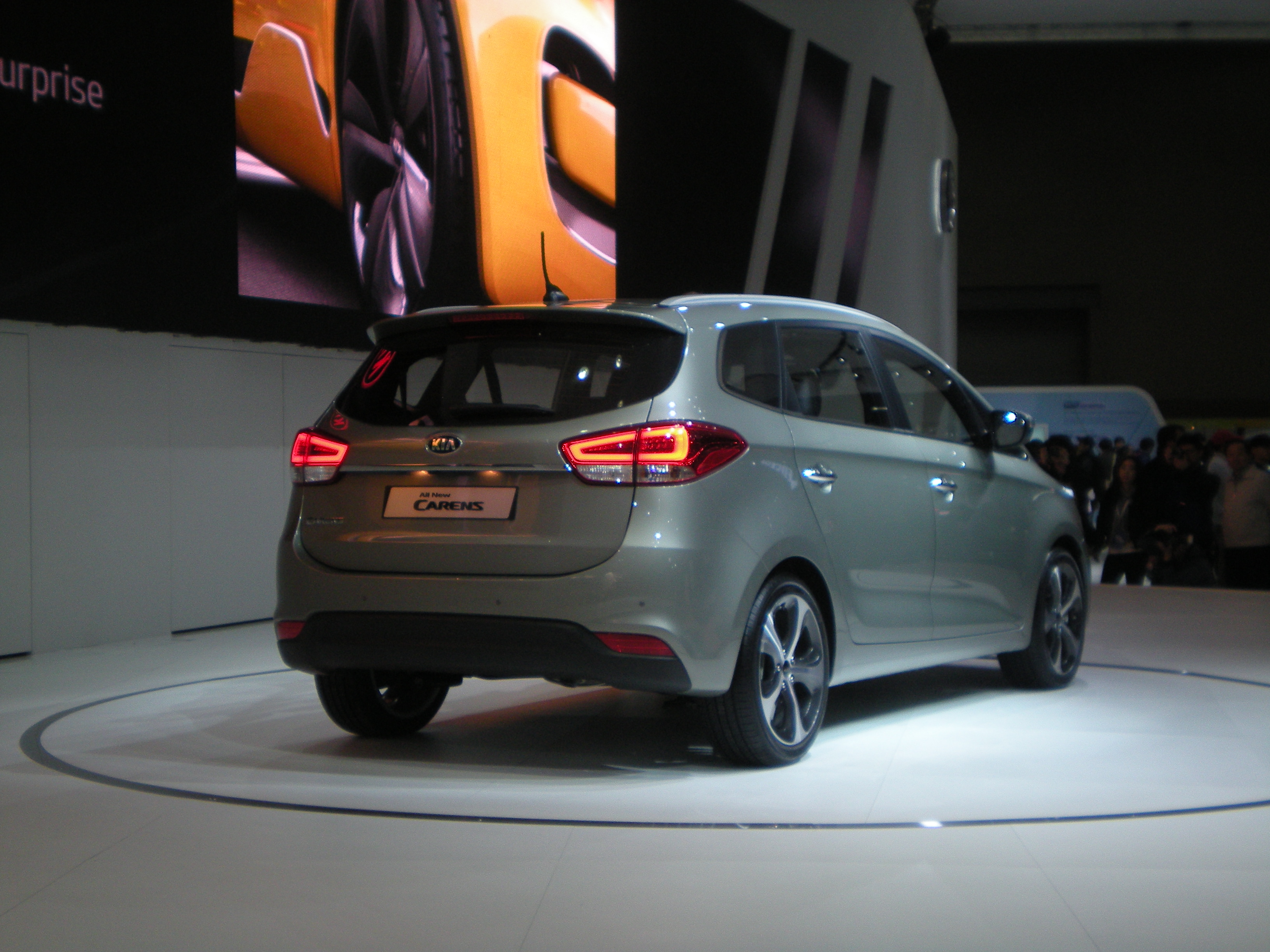
3代目 （前期） リア

2012年のモンディアル・ド・ロトモビルでワールドプレミア。翌2013年のソウルモーターショー初日である3月28日、韓国市場で発表・発売を開始。51ヶ月の期間と約2,200億ウォンの費用を投じて開発。K3とプラットフォームを共有する。サイズは全長x全幅x全高＝4,525mmx1,805mmx1,610mm、ホイールベースは2,750mmと3代目よりさらに拡大、エンジンは先代に存在したV6を廃止し、全車直4となり、2.0L Nu GDIエンジン、1.7L U2 CRDi、1.6L ガンマエンジン等が搭載されている。
2016年9月にマイナーチェンジを実施。外装やホイールなどが新意匠となる。
2018年7月、販売終了。後継車はない。